# Rusia Abierta
Rusia Abierta (en ruso: Открытая Россия; Otkrýtaya Rossíya) es un nombre compartido por dos organizaciones políticas en Rusia fundadas por el oligarca exiliado Mijaíl Jodorkovski con los accionistas de su empresa, Yukos (una corporación cerrada en 2006). Jodorkovski afirma que su organización defiende la democracia y los derechos humanos. La primera iniciativa tomó la forma de una fundación cuyo propósito declarado era "construir y fortalecer la sociedad civil en Rusia", establecida en 2001. Jodorkovski relanzó Open Russia en septiembre de 2014 como una plataforma comunitaria a nivel nacional como parte de un grupo de actividades llamado "Open Media".
En 2017, la organización fue catalogada como "indeseable" por Roskomnadzor, y su sitio web fue prohibido en Rusia.

## Historia

### Primera iniciativa
Esta primera encarnación de Rusia Abierta ha sido descrita por The Guardian como una organización benéfica. Su junta incluía a Henry Kissinger y Lord Jacob Rothschild. Según el Moscow Times, la encarnación anterior de Rusia Abierta financió "muchos proyectos filantrópicos, incluidos proyectos educativos para jóvenes, la Federación de Educación en Internet, el Club de Periodismo Regional y proyectos de ONG de derechos humanos".
Después del arresto de Jodorkovski en 2003, su adjunto Leonid Nevzlin se hizo cargo de Rusia Abierta. Fue sucedido por Nikolái Bychkov.
En 2005, Open Russia tenía 23 afiliados regionales. El 24 de febrero de 2005, el Servicio de Impuestos Federales de Rusia inició una inspección de Rusia Abierta, su tercera investigación de este tipo en 12 meses, que en opinión de Rusia Abierta estaba destinada a "mancillar la única estructura que queda en manos de Mijaíl Jodorkovski". La primera encarnación de Rusia Abierta cerró en 2006 cuando las autoridades rusas congelaron sus cuentas de banco.

### Segunda iniciativa
Open Russia se relanzó el 20 de septiembre de 2014 como "una plataforma comunitaria a nivel nacional diseñada para reunir a todos los rusos interesados en crear una vida mejor para ellos y sus hijos". durante la videoconferencia que apoya marchas en contra las políticas de Putin, con casi todo de las ubicaciones regionales que experimentan problemas de conexión de Internet momentos justos antes de la conferencia, sabotaje y asalto de las salas".
A la ceremonia en línea del relanzamiento asistieron importantes activistas y emigrados rusos, incluidos el economista Serguéi Guríyev y el empresario Yevgueni Chichvarkin.
The Guardian informó que el relanzamiento de Open Russia de Jodorkovski "parece romper su promesa de mantenerse alejado de la política, que hizo después de ser indultado por el presidente Vladímir Putin en diciembre". El New York Times declaró, sin embargo, que Jodorkovski había “acordado permanecer al margen de la política hasta agosto, cuando de todos modos habría sido liberado. Ahora liberado de ese compromiso, deja en claro que la prisión, en todo caso, lo envalentonó en su deseo de cambiar su país ”.

#### Objetivos
La nueva Rusia Abierta declaró que se centraría en varias áreas clave, incluidos los medios de comunicación independientes, la educación política, el estado de derecho y el apoyo a los presos políticos. También presentado es unas Reformas extensas Programan apuntadas en reformar aplicación de ley y la Constitución para asegurar justicia y democracia. Además, Rusia Abierta aprueba elecciones libres y justas, y, mientras quedándose fuera de implicación política directa, dejará soporte a candidatos quién también promueve elecciones justas.
Entrevistado en un artículo de octubre de 2014 en el Wall Street Journal, Jodorkovski dijo que planeaba utilizar Rusia Abierta para impulsar una conferencia constitucional que trasladaría el poder de la presidencia a la legislatura y el poder judicial. Esto se deriva, según la opinión de Jodorkovski, de la causa fundamental de los problemas de Rusia: la ausencia del estado de derecho.

#### Actividades
Del 13 al 14 de septiembre de 2014, Rusia Abierta presentó charlas de Liudmila Ulítskaya, Arina Borodiná y Dmitri Olshanski. La Conferencia Abierta de la fundación proyectó una serie de charlas en vivo que recorrieron Rusia. Hasta la fecha, Rusia Abierta ha organizado siete foros en línea sobre temas que van desde la reforma del sistema de salud hasta la lucha contra la corrupción.
Rusia Abierta informó que apoyará a veinticinco candidatos en las próximas elecciones parlamentarias de septiembre. Aunque aún tiene que elegir a los candidatos que apoyará, la organización ha declarado que ya tiene dos candidatos del partido PARNÁS que está considerando.

### Prohibición Estatal rusa
A mediados de 2017, Rusia Abierta fue designada como una organización "indeseable" por la Oficina del Fiscal General de Rusia, prohibiendo efectivamente sus actividades en Rusia.
En diciembre de 2017, Roskomnadzor agregó el sitio web de la organización a un registro de sitios bloqueados.

## Reacciones
Los foros han atraído la atención de las fuerzas del orden que, en ocasiones, han cortado el servicio de Internet para determinados oradores.
The Guardian señaló que en septiembre de 2014 "los medios estatales rusos parecieron imponer un bloqueo en la cobertura de noticias del proyecto de Jodorkovski". Según la portavoz de Jodorkovski, Olga Pispanen, el sitio web del proyecto fue blanco de ataques distribuidos de denegación de servicio. Además, según los informes, se impidió a algunos activistas unirse a la ceremonia en Nizhni Nóvgorod y Yaroslavl.
El primer foro presentado por Open Russia, el 20 de septiembre de 2014, tuvo más de 70.000 espectadores.
El analista político Mark Urnov [ru] calificó a Rusia Abierta como un proyecto "muy necesario" que representaba un "antídoto" para las realidades actuales de la vida rusa.
El New York Times señaló que cuando Jodorkovski hizo su primera aparición en Estados Unidos desde que salió de prisión, fue elogiado por su determinación. El Times continuó sus elogios, señalando que "la noción de prisión como limpieza del alma y ennoblecimiento del espíritu es un motivo poderoso en la literatura rusa", citando a Dostoyevski y Solzhenitsyn.
En abril de 2015, agentes de seguridad allanaron la oficina de Rusia Abierta en Moscú. En mayo de 2015, el Ministerio de Justicia de Rusia solicitó al fiscal general que iniciara una investigación sobre las actividades de Rusia Abierta. El Ministerio de Justicia ha exigido que Rusia Abierta se etiquete a sí misma como "agente extranjero".
Sin embargo, en agosto de 2015, un tribunal de Moscú ordenó a los investigadores que devolvieran los documentos confiscados y ordenó un nuevo juicio.